# 水龙骨甾酮B
水龙骨甾酮B（英語：polypodine B），是一种有机化合物，又称5β-羟基蜕皮甾酮或5β-羟基脱皮甾酮（英語：5β-Hydroxyecdysterone），化学式C27H44O8，属于植物蜕皮类固醇，可见于四叶重楼、欧亚多足蕨、轴藜等物种。